# Mühlenbockska huset

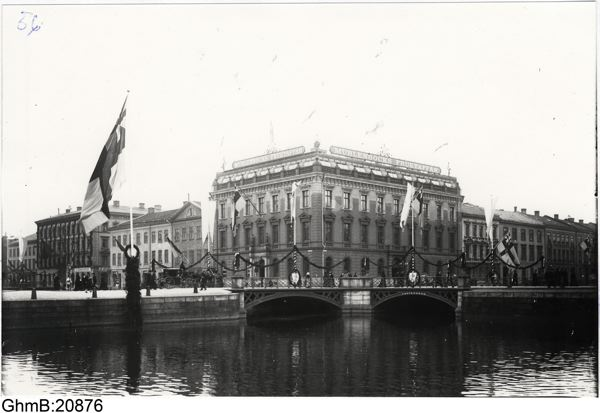
Mühlenbockska huset sett från Stora Hamnkanalen.

Mühlenbockska huset (även Wilsonska huset eller Wilsonska palatset) var en byggnad belägen i Östra Nordstaden i centrala Göteborg på adressen Östra Hamngatan 34 vid Gustav Adolfs Torg. Namnet, Mühlenbockska huset, kommer från husets ägare Friedrich Mühlenbock och den stora skylt ovan husets tak på vilken det stod "Mühlenbocks Fruktaffär". Byggnaden revs 1934-35 och ersattes av det nuvarande Thulehuset, som stod färdigt 1937.

## Historia
År 1857 hade grosshandlare Julius Lindström köpt huset i hörnet Östra Hamngatan 34 – Norra Hamngatan 18, och samma år köpte han även grannfastigheten vid Östra Hamngatan. Han lät riva husen och uppförde en byggnad i romersk nyrenässans, ritad av Johan Fredrik Åbom. Invigning skedde den 13 december 1866 med en stor supé. Det betraktades ursprungligen som innerstadens vackraste privathus.
Fastigheten köptes år 1877 av grosshandlaren John West Wilson och kom därefter att kallas Wilsonska huset. Han avled år 1889, varefter det såldes till frukthandlaren Friedrich Mühlenbock, som anlade en stor trädgård på taket där grönsaker odlades i drivbänkar. Huset fick i samband med Mühlenbocks köp namnet Mühlenbockska huset.
Handelsfirman Heyman & Co kom senare att äga fastigheten, vilket de gjorde fram till 1934, då den såldes till Thulebolaget, som lät riva den och uppföra Thulehuset, ritat av Nils Einar Eriksson.